# Liste der Städte und Gemeinden in Mecklenburg-Vorpommern

Die Kommunen Mecklenburg-Vorpommerns

Die Ämter und amtsfreien Kommunen Mecklenburg-Vorpommerns

Die Liste der Städte und Gemeinden in Mecklenburg-Vorpommern enthält die Städte und Gemeinden im deutschen Land Mecklenburg-Vorpommern.
Es besteht aus insgesamt
- 724 politisch selbstständigen Gemeinden (Stand: 9. Juni 2024).

Diese verteilen sich wie folgt:
- 084 Städte, darunter
  - 002 kreisfreie Städte (Rostock und die Landeshauptstadt Schwerin)
  - 004 Große kreisangehörige Städte
  - 024 sonstige amtsfreie Städte (sie erledigen alle Aufgaben in eigener Zuständigkeit) *
  - 054 sonstige amtsangehörige Städte
- 640 sonstige Gemeinden, darunter
  - 010 amtsfreie Gemeinden
  - 630 amtsangehörige Gemeinden

* die amtsfreie Stadt Grevesmühlen bildet mit dem Amt Grevesmühlen-Land eine Verwaltungsgemeinschaft
54 Städte und 630 Gemeinden haben sich zur Erledigung ihrer Verwaltungsgeschäfte zu 76 Ämtern zusammengeschlossen. In 29 dieser Ämter übernimmt ein hauptamtlicher Bürgermeister einer Gemeinde (meist der Bürgermeister einer amtsangehörigen Stadt) als Leitender Verwaltungsbeamter (LVB) die Verwaltung der anderen zum Amt gehörenden Gemeinden.

## Kreisfreie Städte
(sind in der nachfolgenden alphabetischen Liste aller Gemeinden Mecklenburg-Vorpommerns ebenfalls enthalten):
| - Rostock, Hansestadt | - Schwerin, Landeshauptstadt |  |

## „Große kreisangehörige Städte“
(sind in der nachfolgenden alphabetischen Liste aller Gemeinden Mecklenburg-Vorpommerns ebenfalls enthalten):
| - Greifswald, Hansestadt | - Neubrandenburg | - Stralsund, Hansestadt | - Wismar, Hansestadt |  |

## Amtsfreie Städte und Gemeinden
(sind in der nachfolgenden alphabetischen Liste aller Gemeinden Mecklenburg-Vorpommerns ebenfalls enthalten):
fett = Städte
| - Anklam - Bad Doberan - Binz - Boizenburg/Elbe - Dargun - Demmin - Dummerstorf - Feldberger Seenlandschaft - Graal-Müritz - Greifswald (Kreisstadt) - Grevesmühlen - Grimmen - Güstrow (Kreisstadt) | - Hagenow - Heringsdorf - Kröpelin - Kühlungsborn - Lübtheen - Ludwigslust - Marlow - Neubukow - Neubrandenburg (Kreisstadt) - Neustrelitz - Parchim (Kreisstadt) - Pasewalk - Insel Poel | - Putbus - Sanitz - Sassnitz - Satow - Stralsund (Kreisstadt) - Strasburg (Uckermark) - Süderholz - Teterow - Ueckermünde - Waren (Müritz) - Wismar (Kreisstadt) - Zingst |

## Gemeinden
Alle politisch selbständigen Gemeinden in Mecklenburg-Vorpommern (Städte sind fett dargestellt):

### A
| - Admannshagen-Bargeshagen - Ahlbeck - Ahrenshagen-Daskow - Ahrenshoop - Alt Bukow - Altefähr - Altenhagen - Altenhof | - Altenkirchen - Altenpleen - Altentreptow - Altkalen - Alt Krenzlin - Alt Meteln - Alt Schwerin - Alt Sührkow | - Alt Tellin - Altwarp - Altwigshagen - Alt Zachun - Am Salzhaff - Ankershagen - Anklam |

### B
| - Baabe - Bad Doberan - Bad Kleinen - Bad Sülze - Balow - Bandelin - Bandenitz - Banzkow - Bargischow - Barkhagen - Barnekow - Barnin - Bartenshagen-Parkentin - Barth - Bartow - Basedow - Bastorf - Baumgarten - Beggerow - Behrenhoff - Behren-Lübchin - Belsch - Bengerstorf - Benitz - Bentwisch - Bentzin - Benz (bei Wismar) - Benz (Usedom) | - Bergen auf Rügen - Bergholz - Bernitt - Bernstorf - Beseritz - Besitz - Bibow - Biendorf - Binz - Blankenberg - Blankenhagen - Blankenhof - Blankensee (Mecklenburg) - Blankensee (Vorpommern) - Blesewitz - Blievenstorf - Blowatz - Blumenholz - Bobitz - Bobzin - Boiensdorf - Boizenburg/Elbe - Boldekow - Bollewick - Boltenhagen - Boock - Börgerende-Rethwisch - Borkow | - Born a. Darß - Borrentin - Brahlstorf - Bredenfelde - Breege - Breesen - Brenz - Bresegard bei Eldena - Bresegard bei Picher - Brietzig - Briggow - Bröbberow - Broderstorf - Brüel - Brunow - Brunn - Brünzow - Brüsewitz - Buchholz - Bugewitz - Buggenhagen - Bülow - Burg Stargard - Burow - Buschvitz - Bütow - Butzow - Bützow |

### C
| - Cambs - Cammin (bei Rostock) - Carinerland | - Carlow - Carpin - Cölpin | - Cramonshagen - Crivitz |

### D
| - Dabel - Daberkow - Dahmen - Dalberg-Wendelstorf - Dalkendorf - Dambeck - Damshagen - Dargelin - Dargen - Dargun - Dassow - Datzetal | - Dechow - Demen - Demmin - Dersekow - Dersenow - Dettmannsdorf - Deyelsdorf - Dierhagen - Divitz-Spoldershagen - Dobbertin - Dobbin-Linstow - Dobin am See | - Dolgen am See - Dömitz - Domsühl - Dorf Mecklenburg - Dragun - Dranske - Drechow - Dreetz - Dreschvitz - Ducherow - Dümmer - Dummerstorf |

### E
| - Eggesin - Eixen | - Eldena - Eldetal | - Elmenhorst - Elmenhorst/Lichtenhagen |

### F
| - Fahrenwalde - Faulenrost - Feldberger Seenlandschaft - Ferdinandshof | - Fincken - Finkenthal - Franzburg - Friedland | - Friedrichsruhe - Fuhlendorf - Fünfseen |

### G
| - Gadebusch - Gägelow - Galenbeck - Gallin - Gallin-Kuppentin - Gammelin - Ganzlin - Garz - Garz/Rügen - Gehlsbach - Gelbensande - Gielow - Gingst - Glasewitz - Glasin - Glasow - Glewitz - Glowe - Gneven - Gnevkow - Gnewitz - Gnoien - Godendorf - Göhlen - Göhren - Göhren-Lebbin - Golchen | - Goldberg - Gorlosen - Görmin - Gottesgabe - Gotthun - Graal-Müritz - Grabow - Grabowhöfe - Grambin - Grambow (bei Schwerin) - Grambow (Vorpommern) - Grammendorf - Grammentin - Grammow - Gransebieth - Granzin - Grapzow - Grebs-Niendorf - Greifswald (Kreisstadt) - Gremersdorf-Buchholz - Gresse - Greven - Grevesmühlen - Gribow - Grieben - Grimmen - Grischow | - Groß Godems - Groß Kelle - Groß Kiesow - Groß Kordshagen - Groß Krams - Groß Laasch - Groß Luckow - Groß Miltzow - Groß Mohrdorf - Groß Molzahn - Groß Nemerow - Groß Plasten - Groß Polzin - Groß Roge - Groß Schwiesow - Groß Stieten - Groß Teetzleben - Groß Wokern - Groß Wüstenfelde - Grünow - Gültz - Gülzow - Gülzow-Prüzen - Gustow - Güstrow (Kreisstadt) - Gutow - Gützkow |

### H
| - Hagenow - Hammer a. d. Uecker - Hanshagen - Heinrichswalde - Heringsdorf - Hinrichshagen - Hintersee - Hohenbollentin - Hohen Demzin | - Hohenfelde - Hohenkirchen - Hohenmocker - Hohen Pritz - Hohen Sprenz - Hohen Viecheln - Hohen Wangelin - Hohenzieritz | - Holdorf - Holldorf - Holthusen - Hoort - Hoppenrade - Hornstorf - Hugoldsdorf - Hülseburg |

### I
| - Insel Hiddensee - Insel Poel | - Iven | - Ivenack |

### J
| - Jabel - Jakobsdorf - Jarmen | - Jatznick - Jesendorf - Jördenstorf | - Jürgenshagen - Jürgenstorf |

### K
| - Kalkhorst - Kamminke - Karenz - Kargow - Karlsburg - Karlshagen - Karnin - Karrenzin - Karstädt - Kassow - Katzow - Kemnitz - Kentzlin - Kenz-Küstrow - Kieve - Kirch Jesar - Kittendorf - Klausdorf - Klein Belitz - Klein Bünzow - Klein Rogahn - Klein Trebbow | - Klein Upahl - Klein Vielen - Kletzin - Klink - Klocksin - Kloster Tempzin - Kluis - Klütz - Kneese - Knorrendorf - Koblentz - Kobrow - Kogel - Königsfeld - Korswandt - Koserow - Krackow - Krakow am See - Kramerhof - Kratzeburg - Kreien | - Krembz - Kremmin - Krien - Kriesow - Kritzmow - Kritzow - Kröpelin - Kröslin - Kruckow - Krugsdorf - Krummin - Krusenfelde - Krusenhagen - Kublank - Kuchelmiß - Kuckssee - Kuhlen-Wendorf - Kühlungsborn - Kuhs - Kuhstorf - Kummerow (am See) |

### L
| - Laage - Lalendorf - Lambrechtshagen - Lancken-Granitz - Langen Brütz - Lärz - Lassan - Leezen - Leizen - Lelkendorf - Leopoldshagen - Levenhagen - Lewitzrand - Liepgarten - Lietzow | - Lindenberg - Lindetal - Lindholz - Löbnitz - Löcknitz - Loddin - Lohme - Lohmen - Loissin - Loitz - Lübberstorf - Lübesse - Lüblow - Lubmin | - Lübow - Lübs - Lübstorf - Lübtheen - Lübz - Luckow - Lüdersdorf - Lüdershagen - Ludwigslust - Lüssow (Mecklenburg) - Lüssow (bei Stralsund) - Lütow - Lüttow-Valluhn - Lützow |

### M
| - Malchin - Malchow - Malk Göhren - Malliß - Marlow - Medow - Meesiger - Meiersberg - Mellenthin - Melz - Menzendorf | - Mesekenhagen - Mestlin - Metelsdorf - Millienhagen-Oebelitz - Milow - Mirow - Mistorf - Möllenbeck (bei Neustrelitz) - Möllenbeck (Landkreis Ludwigslust-Parchim) - Möllenhagen - Mölln | - Mölschow - Moltzow - Mönchgut - Mönchhagen - Mönkebude - Moraas - Muchow - Mühl Rosin - Mühlen Eichsen - Murchin - Mustin |

### N
| - Nadrensee - Neddemin - Neetzka - Neetzow-Liepen - Neu Boltenhagen - Neubrandenburg (Kreisstadt) - Neubukow - Neuburg - Neuenkirchen (bei Anklam) - Neuenkirchen (bei Greifswald) | - Neuenkirchen (bei Neubrandenburg) - Neuenkirchen (Rügen) - Neu Gülze - Neukalen - Neu Kaliß - Neukloster - Neu Kosenow - Neu Poserin - Neustadt-Glewe | - Neustrelitz - Neverin - Nieden - Nienhagen - Niepars - Nossendorf - Nossentiner Hütte - Nostorf - Nustrow |

### O
| - Obere Warnow |

### P
| - Pampow - Pantelitz - Papendorf (Vorpommern) - Papendorf (Warnow) - Papenhagen - Parchim (Kreisstadt) - Parchtitz - Pasewalk - Passee - Passow - Pätow-Steegen - Patzig - Peenehagen - Peenemünde - Penkun | - Penzin - Penzlin - Perlin - Picher - Pingelshagen - Pinnow - Plaaz - Plate - Plau am See - Plöwen - Pokrent - Pölchow - Polzow - Poppendorf - Poseritz | - Postlow - Pragsdorf - Prebberede - Preetz - Prerow - Priborn - Priepert - Pripsleben - Prislich - Pritzier - Prohn - Pruchten - Pudagla - Putbus - Putgarten |

### R
| - Raben Steinfeld - Ralswiek - Rambin - Ramin - Rankwitz - Rappin - Rastow - Rechlin - Reddelich - Redefin - Rehna - Reimershagen - Rerik - Retschow | - Ribnitz-Damgarten - Richtenberg - Rieps - Ritzerow - Röbel/Müritz - Röckwitz - Roduchelstorf - Roggendorf - Roggenstorf - Roggentin - Rögnitz - Rollwitz - Rom | - Rosenow - Rossin - Rossow - Rostock - Rothemühl - Rothenklempenow - Rövershagen - Rubenow - Rubkow - Rühn - Ruhner Berge - Rukieten - Rüting |

### S
| - Saal - Sagard - Samtens - Sanitz - Sarmstorf - Sarnow - Sarow - Sassen-Trantow - Sassnitz - Satow - Sauzin - Schaprode - Schildetal - Schlagsdorf - Schlemmin - Schloen-Dratow - Schmatzin - Schönbeck - Schönberg - Schönfeld - Schönhausen - Schönwalde - Schorssow | - Schossin - Schwaan - Schwanheide - Schwarz - Schwasdorf - Schwerin - Seehof - Sehlen - Sellin - Selmsdorf - Selpin - Semlow - Siedenbollentin - Siedenbrünzow - Siemz-Niendorf - Sietow - Siggelkow - Silz - Sommersdorf - Spantekow - Splietsdorf - Sponholz - Spornitz | - Stäbelow - Staven - Stavenhagen, Reuterstadt - Steffenshagen - Steinhagen (Mecklenburg) - Steinhagen (Vorpommern) - Stepenitztal - Sternberg - Stolpe (Mecklenburg) - Stolpe an der Peene - Stolpe auf Usedom - Stralendorf - Stralsund (Kreisstadt) - Strasburg (Uckermark) - Strohkirchen - Stubbendorf - Stuer - Süderholz - Südmüritz - Sukow - Sukow-Levitzow - Sülstorf - Sundhagen |

### T
| - Tarnow - Techentin - Teldau - Tessin (bei Rostock) - Tessin b. Boizenburg - Testorf-Steinfort - Teterow - Thandorf | - Thelkow - Thulendorf - Thürkow - Toddin - Torgelow - Torgelow am See - Tramm | - Trassenheide - Trent - Tribsees - Trinwillershagen - Trollenhagen - Tutow - Tützpatz |

### U
| - Ückeritz - Ueckermünde - Uelitz | - Ummanz - Upahl - Usedom | - Userin - Utecht - Utzedel |

### V
| - Veelböken - Velgast - Vellahn - Ventschow | - Verchen - Vielank - Viereck - Vogelsang-Warsin | - Voigtsdorf - Vollrathsruhe - Völschow - Vorbeck |

### W
| - Wackerow - Walkendorf - Walow - Wardow - Waren (Müritz) - Warin - Warlitz - Warlow - Warnkenhagen - Warnow (bei Bützow) - Warnow (bei Grevesmühlen) - Warrenzin - Warsow - Wedendorfersee - Weitendorf | - Weitenhagen (Vorpommern-Rügen) - Weitenhagen (Vorpommern-Greifswald) - Wendisch Baggendorf - Wendorf - Werder (bei Altentreptow) - Werder (bei Lübz) - Wesenberg - Wieck a. Darß - Wiek - Wiendorf - Wildberg - Wilhelmsburg - Wismar (Kreisstadt) - Wittenbeck - Wittenburg | - Wittendörp - Wittenförden - Wittenhagen - Witzin - Wöbbelin - Woggersin - Wokuhl-Dabelow - Wolde - Woldegk - Wolgast - Wrangelsburg - Wulkenzin - Wusterhusen - Wustrow (Fischland) - Wustrow (Meckl. Seenplatte) |

### Z
| - Zapel - Zarnewanz - Zarrendorf - Zarrentin am Schaalsee - Zehna - Zemitz - Zempin - Zepelin - Zerrenthin | - Zettemin - Zickhusen - Ziegendorf - Zierow - Zierzow - Ziesendorf - Ziethen - Zingst - Zinnowitz | - Zirchow - Zirkow - Zirzow - Zislow - Zölkow - Zülow - Zurow - Züsow - Züssow |

## Geschäftsführende Gemeinden
Ein hauptamtlicher Bürgermeister einer amtsangehörigen Stadt übernimmt hier als Leitender Verwaltungsbeamter (LVB) die Verwaltung der anderen zum Amt gehörenden Gemeinden.
| - Altentreptow - Barth - Bergen auf Rügen - Burg Stargard - Bützow - Eggesin - Friedland - Gadebusch - Goldberg - Grabow | - Jarmen - Laage - Loitz - Lübz - Malchin - Malchow - Neukloster - Neustadt-Glewe - Penzlin - Plau am See | - Ribnitz-Damgarten - Röbel/Müritz - Schwaan - Stavenhagen, Reuterstadt - Sternberg - Tessin (bei Rostock) - Torgelow - Wittenburg - Wolgast |